# J.J. Inc.
| Recensione | Giudizio |
| ---------- | -------- |
| AllMusic   | [ 1 ]    |

J.J. Inc. è un album discografico a nome della The J.J. Johnson Sextet, pubblicato dalla casa discografica Columbia Records nell'aprile del 1961.

## Tracce
Tutti i brani composti da J.J. Johnson
Lato A
1. Mohawk – 9:22
2. Minor Mist – 5:13
3. In Walked Horace – 5:15

Lato B
1. Fatback – 5:22
2. Aquarius – 5:58
3. Shutter-Bug – 7:27

Edizione CD del 1997, pubblicato dalla Columbia Records (CK 65296)
Brani composti da J.J. Johnson, eccetto dove indicato.
1. Mohawk – 9:22
2. Minor Mist – 5:08
3. In Walked Horace – 5:11
4. Fatback – 6:35
5. Aquarius – 5:56
6. Shutterbug – 7:25
7. Blue 'n Boogie – 5:51 (Dizzy Gillespie, Frank Paparelli) – Bonus Track
8. Turnpike – 13:06 – Bonus Track
9. Fatback (Long Version) – 11:42 – Bonus Track

## Musicisti
- J.J. Johnson - trombone
- Clifford Jordan - sassofono tenore
- Freddie Hubbard - tromba
- Cedar Walton - pianoforte
- Arthur Harper - contrabbasso
- Albert Heath - batteria

Note aggiuntive
- Teo Macero - produttore
- Michael Cuscuna - produttore (riedizione su CD)
- René Arsenault - assistente alla produzione
- Registrato il 1 e 3 agosto 1960 al Columbia 30th Street Studio di New York
- Fred Plaut - ingegnere delle registrazioni
- Remixato al Sony Music Studios di New York
- Debra Parkinson - remixaggio e masterizzazione
- Don Hunstein - copertina e fotografie[3]